# Les Trois Châteaux
Les Trois Châteaux, på tyska Drei Exen, är tre slottsruiner - Dagsbourg, Wahlenbourg och Weckmund - belägna på höjderna över staden Husseren-les-Châteaux, Eguisheim, Alsace, Frankrike. Slotten byggdes under 1000- och 1100-talen, och tillhörde grevarna av Eguisheim-Dabo, som var allierade med greven av Vaudemont (Weckmund), för att sedan tillhöra biskopen av Strasbourg. Den gavs då som förläningar till olika adelsfamiljer, för att sedan förstöras under "La Guerre des Six Deniers" 1466.

## Galleri

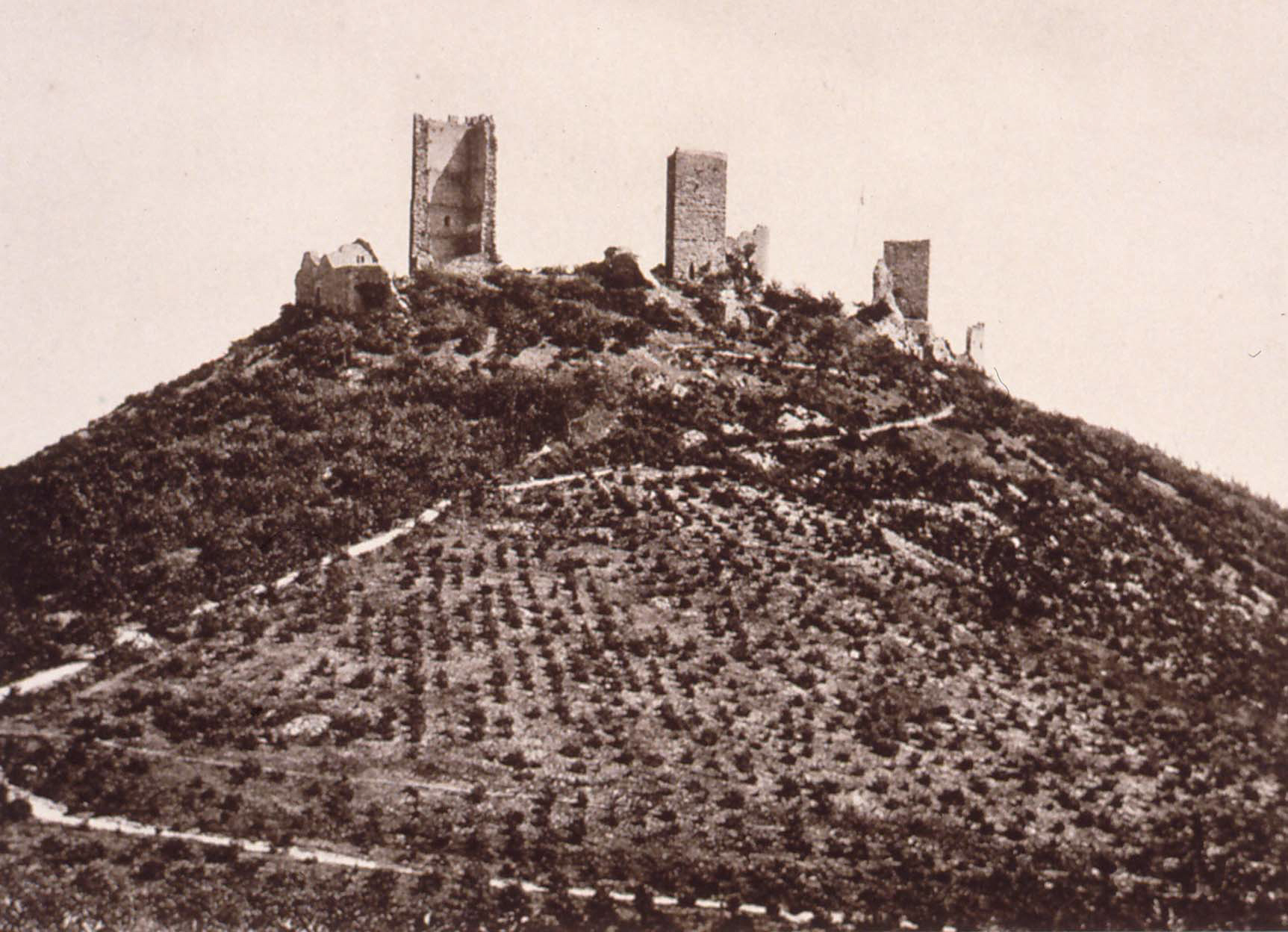
Slotten år 1900
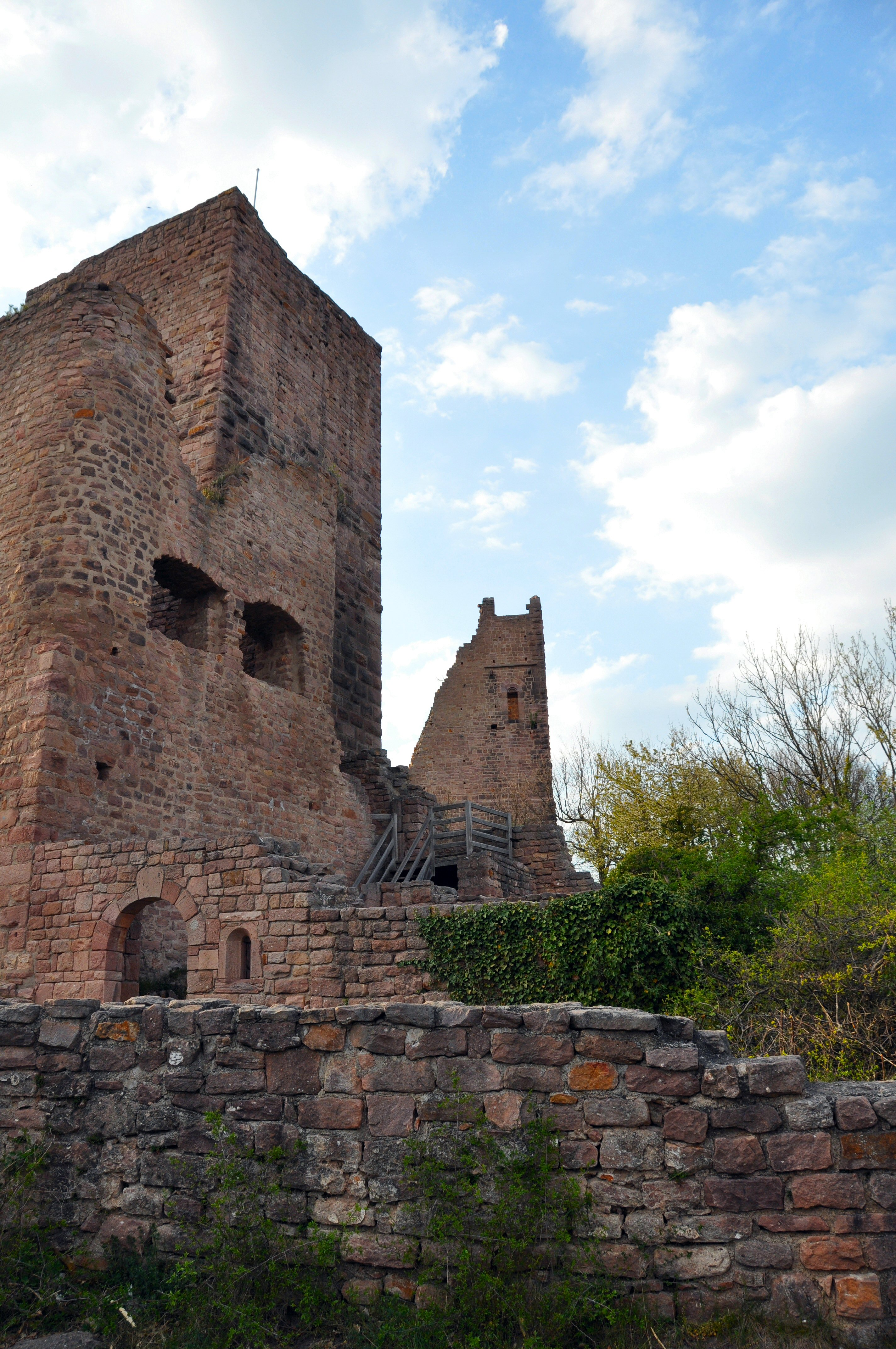
Wahlenbourg
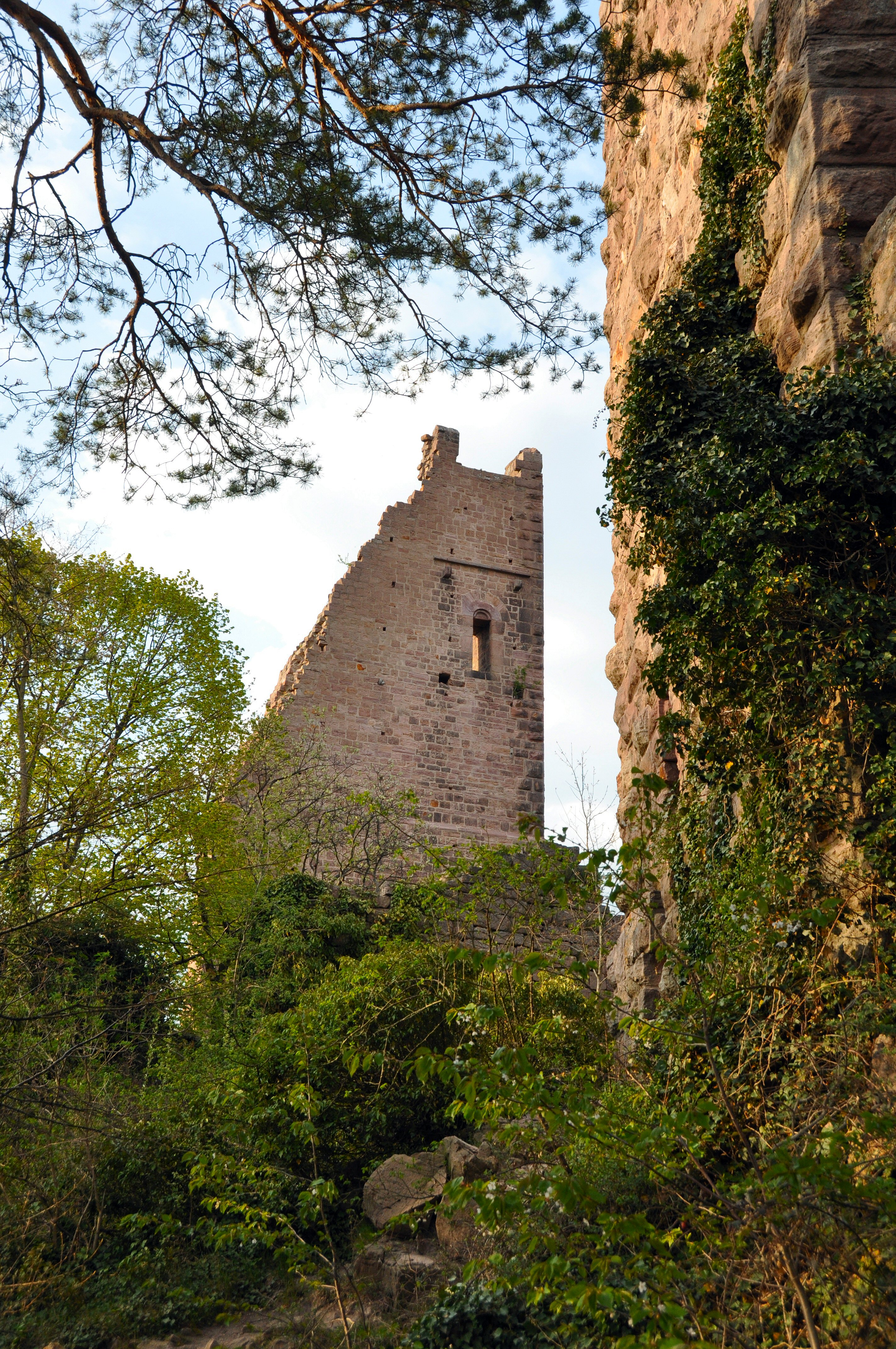
Dagsbourg
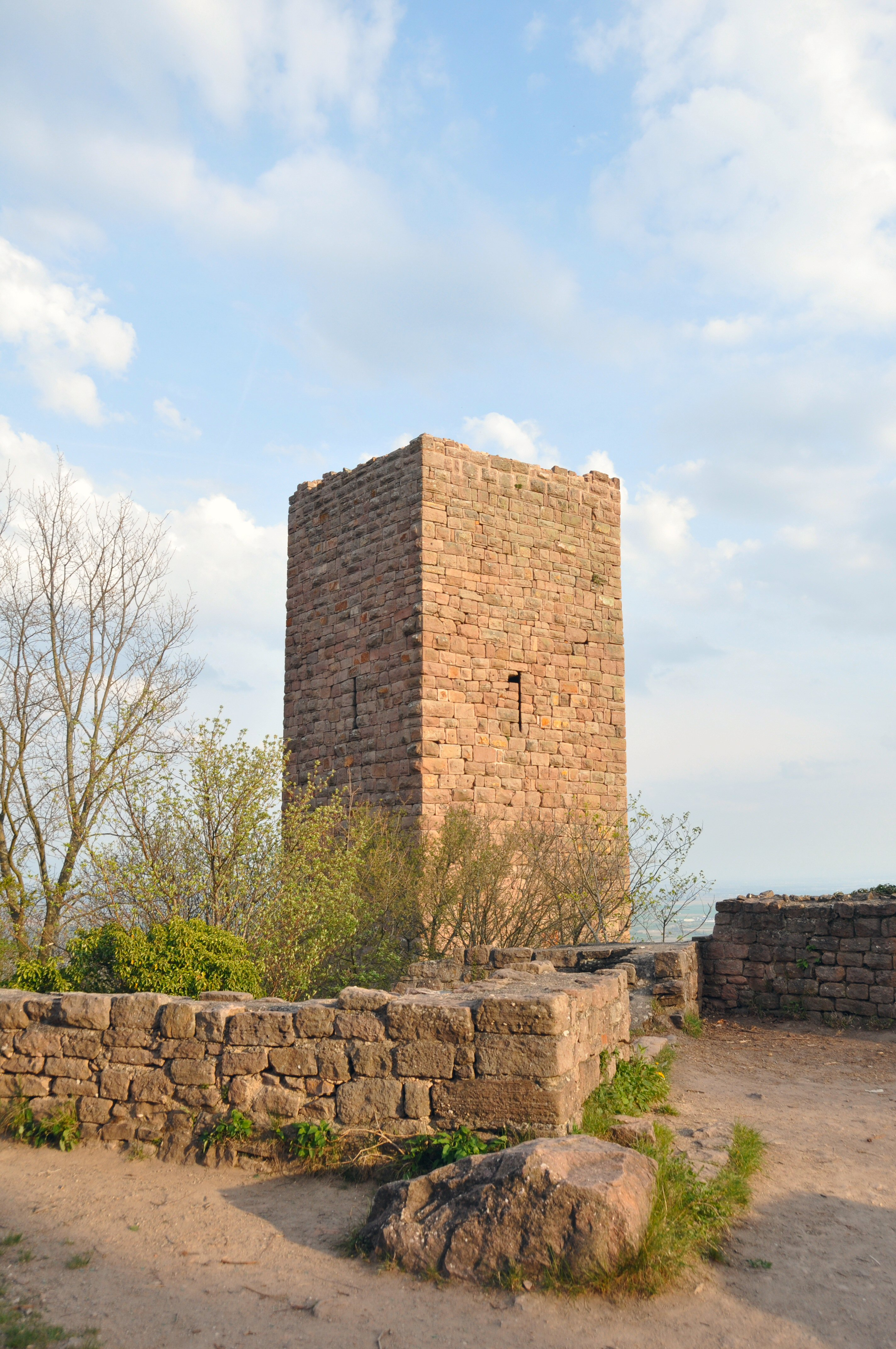
Weckmund